# Mistrzostwa Świata w Piłce Nożnej 2018 (eliminacje strefy AFC)/Grupa 4

## Grupa 4
| Lp. | Drużyna      | M | Mecze | Mecze | Mecze | Bramki | Bramki | Bramki | Pkt |
| Lp. | Drużyna      | M | W     | R     | P     | +      | −      | +/−    | Pkt |
| --- | ------------ | - | ----- | ----- | ----- | ------ | ------ | ------ | --- |
| 1.  | Iran         | 8 | 6     | 2     | 0     | 26     | 3      | +23    | 20  |
| 2.  | Oman         | 8 | 4     | 2     | 2     | 11     | 7      | +4     | 14  |
| 3.  | Turkmenistan | 8 | 4     | 1     | 3     | 10     | 11     | −1     | 13  |
| 4.  | Guam         | 8 | 2     | 1     | 5     | 3      | 16     | −13    | 7   |
| 5.  | Indie        | 8 | 1     | 0     | 7     | 5      | 18     | −13    | 3   |

## Mecze
| 11 czerwca 2015 08:15 CEST | Guam · Annaorazow 12' (sam.) | 1:0(1:0)Raport | Turkmenistan | Guam Football Association National Training Center, Dededo Widzów: 3000 Sędzia: Wang Di |
|                            |                              |                |              |                                                                                         |

| 11 czerwca 2015 15:30 CEST | Indie · Chhetri 26' | 1:2(1:2)Raport | Oman · 1' Said · 40' (k) Al-Hosni | Sree Kanteerava Stadium, Bengaluru Widzów: 19 312 Sędzia: Ko Hyung-jin |
|                            |                     |                |                                   |                                                                        |

| 16 czerwca 2015 08:15 CEST | Guam · McDonald 37' · Nicklaw 62' | 2:1(1:0)Raport | Indie · 90+3' Chhetri | Guam Football Association National Training Center, Dededo Widzów: 3277 Sędzia: Võ Minh Trí |
|                            |                                   |                |                       |                                                                                             |

| 16 czerwca 2015 15:00 CEST | Turkmenistan · Mingazow 45+1' | 1:1(1:1)Raport | Iran · 4' Azmoun | Sport Toplumy, Daszoguz Widzów: 10 000 Sędzia: Jameel Juma Abdulhusain |
|                            |                               |                |                  |                                                                        |

| 3 września 2015 16:30 CEST | Iran · Dejagah 10' (k) · Taremi 31', 65' · Azmoun 34', 41' · Torabi 89' | 6:0(4:0)Raport | Guam | Stadion Azadi, Teheran Widzów: 11 232 Sędzia: Khamis Al-Marri |
|                            |                                                                         |                |      |                                                               |

| 3 września 2015 17:00 CEST | Oman · Saleh 7' · Saparow 11' (sam.) · Al-Hosni 59' | 3:1(2:0)Raport | Turkmenistan · 83' Amanow | Seeb Stadium, As-Sib Widzów: 7500 Sędzia: Muhammad Taqi Aljaafari Bin Jahari |
|                            |                                                     |                |                           |                                                                              |

| 8 września 2015 08:00 CEST | Guam | 0:0(0:0)Raport | Oman | Guam Football Association National Training Center, Dededo Widzów: 2239 Sędzia: Hiroyuki Kimura |
|                            |      |                |      |                                                                                                 |

| 8 września 2015 15:30 CEST | Indie | 0:3 (walkower)Raport | Iran · 29' Azmoun · 47' Teymourian · 50' Taremi | Sree Kanteerava Stadium, Bengaluru Widzów: 14 500 Sędzia: Ammar Al-Jeneibi |
|                            |       |                      |                                                 |                                                                            |

| 8 października 2015 15:00 CEST | Turkmenistan · Abylow 9' · Amanow 60' | 2:1(1:1)Raport | Indie · 29' Lalpekhlua | Stadion Köpetdag, Aszchabad Widzów: 20 100 Sędzia: Masoud Tufaylieh |
|                                |                                       |                |                        |                                                                     |

| 8 października 2015 16:30 CEST | Oman · Al-Mukhaini 52' | 1:1(0:0)Raport | Iran · 71' Hosseini | Sultan Qaboos Sports Complex, Maskat Widzów: 12 400 Sędzia: Valentin Kovalenko |
|                                |                        |                |                     |                                                                                |

| 13 października 2015 15:00 CEST | Turkmenistan · Abylow 16' | 1:0(1:0)Raport | Guam | Stadion Köpetdag, Aszchabad Widzów: 20 200 Sędzia: Turki Al-Khudair |
|                                 |                           |                |      |                                                                     |

| 13 października 2015 16:30 CEST | Oman · Mubarak 55' · Al-Muqbali 67', 84' | 3:0(0:0)Raport | Indie | Sultan Qaboos Sports Complex, Maskat Widzów: 11 000 Sędzia: Fahad Al-Marri |
|                                 |                                          |                |       |                                                                            |

| 12 listopada 2015 12:30 CET | Iran · Pouraliganji 6' · Ezatolahi 64' · Dejagah 83' (k) | 3:1(1:0)Raport | Turkmenistan · 62' Saparow | Stadion Azadi, Teheran Widzów: 35 800 Sędzia: Kim Dong-jin |
|                             |                                                          |                |                            |                                                            |

| 12 listopada 2015 14:30 CET | Indie · Singh 11' | 1:0(1:0)Raport | Guam | Sree Kanteerava Stadium, Bengaluru Widzów: 6277 Sędzia: Jarred Gillett |
|                             |                   |                |      |                                                                        |

| 17 listopada 2015 06:30 CET | Guam | 0:6(0:2)Raport | Iran · 12', 63' Taremi · 30' Kamyabinia · 49' Rezaeian · 51' (k) Shojaei · 53' Ansarifard | Guam Football Association National Training Center, Dededo Widzów: 2087 Sędzia: Ho Wai Sing |
|                             |      |                |                                                                                           |                                                                                             |

| 17 listopada 2015 14:00 CET | Turkmenistan · Geworkýan 40' · Muhadow 67' | 2:1(1:0)Raport | Oman · 70' Al-Ghassani | Stadion Köpetdag, Aszchabad Widzów: 23 100 Sędzia: Ma Ning |
|                             |                                            |                |                        |                                                            |

| 24 marca 2016 15:30 CET | Iran · Hadżsafi 33' (k), 66' (k) · Azmoun 61' · Dżahanbachsz 78' | 4:0(1:0)Raport | Indie | Stadion Azadi, Teheran Widzów: 29 160 Sędzia: Võ Minh Trí |
|                         |                                                                  |                |       |                                                           |

| 24 marca 2016 16:00 CET | Oman · Mubarak 53' | 1:0(0:0)Raport | Guam | Sultan Qaboos Sports Complex, Maskat Widzów: 6000 Sędzia: Jameel Abdulhusin |
|                         |                    |                |      |                                                                             |

| 29 marca 2016 14:30 CEST | Indie · Jhingan 26' | 1:2(1:0)Raport | Turkmenistan · 48' Amanow · 70' Atayew | Jawaharlal Nehru Stadium, Koczin Widzów: 3111 Sędzia: Khamis Al-Marri |
|                          |                     |                |                                        |                                                                       |

| 29 marca 2016 16:30 CEST | Iran · Azmoun 16', 23' | 2:0(2:0)Raport | Oman | Stadion Azadi, Teheran Widzów: 33 850 Sędzia: Minoru Tōjō |
|                          |                        |                |      |                                                           |